# Timulin
Timulin (Timinski faktor) je nonapeptid koji formiraju dve različite epitelijalne populacije u grudnoj žlezdi. Za njegovu aktivnost je neophodan cink.
Ovaj hormon učestvuje u diferencijaciji T-ćelija i u pojačanju dejstva T i NK ćelija. Osim parakrinog dejstva na imunski sistem koji je zavisno od timusa, timulin ispoljava i neuroendokrine efekte. Postoji bidirekciona interakcija između epitela grudne žlezde i hipotalamusno-hipofizne ose (na primer, timulin sledi cirkadijalni ritam i fiziološki povišeni ACTH nivoi su u pozitivnoj korelaciji sa nivoima timulina u plazmi i obrnuto.)
Timulin delje kao efektor proinflamatornih posrednika/citokina. Peptidni analog timulina (PAT) ima analgetsko dejstvo pri većim koncentracijama, kao i neuroprotektivno antiinflamatorno dejstvo u centralnom nervnom sistemu. Timulin je asociran sa anoreksijom nervozom.